# Río Guatiquía
El río Guatiquía nace en el páramo de Chingaza a 3500 m s. n. m., en el municipio de Fómeque (Cundinamarca), irrigado por las aguas de los ríos Chuza y la Playa, que a su vez recibe las aguas del río Frío, en la desembocadura de la laguna de Chingaza.

## Descripción
Desde su discurrir por el páramo de Chingaza hasta su salida al río Meta, en los llanos Orientales recorre 137 km por un cañón largo y profundo, no sólo en territorio cundinamarqués, sino también del departamento del Meta en jurisdicción de Villavicencio. El río Guatiquía recorre también los municipios de San Juanito y de El Calvario.
Este río se divide en dos brazos: uno cambia su nombre por río Negrito hasta su confluencia con el río Meta, formando en su desembocadura una cascada digna de atracción turística. Forma límite con el municipio de Restrepo y desemboca en el río Humea.
El otro brazo de este mismo río toma el nombre de Guayuriba (no confundir con el río Guayuriba) y fluye también hacia el río Meta.

## Enlaces esternos
- Cuenca del Guatiquía

- Datos: Q3458636
- Multimedia: Guatiquía River / Q3458636